# Candioti
Candioti é uma comuna da província de Santa Fé, na Argentina. Segundo censo de 2010, havia 888 residentes.